# دریاچه بالقاش
بالقاش یا بالخاش دریاچه‌ای واقع در جنوب شرقی قزاقستان است که پس از آرال بزرگترین دریاچه‌ی درون‌بومی آسیای مرکزی است. اگر چه این دریاچه مخزنی ندارد، میزان شوری آن کم است و رود ایلی و چند رود دیگر به آن می‌ریزد.
این دریاچه برای جغرافی‌دانان مسلمان در سده‌های پیشین ناشناخته بود. قالمیق‌ها نخستین کسانی بودند که نام مغولی بالقاش را به این دریاچه دادند. این قوم در سده ۱۱ق و نیمه نخست سده ۱۲ق بر این مناطق تسلّط داشتند. سرزمین پیرامون بالقاش متروک و بسیار خشک است. این دریاچه تا زمان انقلاب اکتبر روسیه، از نظر اقتصادی نقشی نداشت. اهمیت این ناحیه، در ۱۹۳۶م، با بنای یک شهر بزرگ صنعتی به نام بالقاش در کرانه خلیج کوچک برتیس در ساحل شمالی دریاچه آغاز شد.

## نام
نام بالقاش از ریشه مغولی بالکاس است و به معنی علفزار در مرداب است.